# Чесма „Три краља”
Чесма „Три краља“ у Нишкој Бањи је спомен-обележје које су захвални мештани подигла у знак сећања на боравак и здравствени опоравак три српска краља у Нишкој Бањи. Бројни гости и љубитељи природе и рекреације по повратку из шетње и уживања у благодетима бујне и разноврсне флоре Нишке Бање, најчешће се освежавају водом са чесме „Три краља”.

## Положај
Чесма „Три краља”, као репрезентативни објекат Нишке Бање смештена је у централном делу уређеног бањског парка површине 5 хектара, као саставни део његове амбијенталне целине. Окружена је бањским купатилом хотелима и  шумом Коритњак, и уређеним трим и пешачким стазама.
Географски положај
- Северна географска ширина: 42° 17′ 37"
- Источна географска дужина: 22° 00′ 29"
- Надморска висина: 248 m

## Изглед
На каменом постаменту постављен је споменик од белог мермера са краљевском круном на врху, изливеној у бронзи. На три стане споменика налазе се у кружном рељефу израђене бисте три српских краља Милана и Александра Обреновића и Александра I Карађорђевића. Испод рељефних бисти су имена краљева, и по једна месингана лула за истицање вода. Вишак воде са славина отиче у три полуокругле мермерне кадице.
Околина споменика је партерно уређена у сва нивоа, поплочана каменим плочама, оплемењена парковским мобилијаром, травнатим површинама и ниским и високим растињем.

## Историја
Нишка Бања је била омиљено место три краља, три владара Србије, из две српске династије, који нису били „имуни“ на благодети Нишке Бање. 
Према записима др Милана Шијачког (познатог српског лекара, који  умро 1985. у Чикагу), ова три владара су значајно допринела обнављању и развитку Бање након владавине Османлија, посебно кнез и потоњи краљ Милан Обреновић, који је на падинама Коритњака имао и свој летњиковац, док је његов син Александар Обреновић предаху у миру бањског зеленила са супругом Драгом Машин посветио посебну клупу, у парку за предах у тишини и зеленилу Нишке Бање. Због непостојања одговарајућег смештаја, кнез Милан Обреновић је наговорио београдске јувелире да 1880. откупе земљиште код данашњег Хотела „Озрен” изграде објекат са рестораном и купатилом, који је бројао 12 мермерних када и исто толико соба за издавање.
Водом са познате „Школске Чесме“ лечио се од реуме и краљи тадашњи регент, а касније краљ, Александар I Карађорђевић, који је често боравио у вили „Јела“, коју и данас мештани називају „Краљева вила“, а заправо је била власништво Јована Тодоровића, тадашњег дворског адвоката. У Нишку Бању је први пут дошао на позив Драгише Цветковића, тада градоначелника Ниша, каснијег председника Владе Краљевине, да би у периоду од 1928. до погибије 1934.  у Нишкој Бањи боравило по три пута годишње. Године 1932, он је са краљицом Маријом овде прославио и дестогодишњицу брака. Из виле „Јела“ након опоравка у бањи 1934. године, краљ Александар I Карађорђевић кренуо је на своје последње путовање у Марсељ и страдао у атентату 9. октобра 1934.
У част владара из две српске династије који су својим присуством и краљевским достојанством оставили Нишкој Бањи дух елитизма, захвални мештани су подигли спомен-чесму и по њима назвали је чесма „Три краља“.